# Bassek tarczowy
Bassek tarczowy, bass tarczowy, okończyk tarczowy (Enneacanthus chaetodon), dawniej nazywany okoniem tarczowym – gatunek ryby z rodziny bassowatych (Centrarchidae).

## Występowanie
Wschodnie wybrzeże USA od New Jersey na północ, do środkowej Florydy na południu, na zachód po rzekę Flint w Georgii.
Żyje w zarośniętych jeziorach i stawach oraz w piaszczystych i mulistych, spokojnych partiach małych i średnich rzek. Preferuje wody o temp 4–22 °C i pH 6,5–7,5.

## Cechy morfologiczne
Osiąga średnio 4,8 cm długości (maksymalnie 10 cm).